# Octalus – Der Tod aus der Tiefe
Octalus – Der Tod aus der Tiefe (Deep Rising) ist ein US-amerikanischer Horrorfilm von Stephen Sommers aus dem Jahr 1998. Der Film startete am 28. Mai 1998 in den deutschen Kinos.

## Handlung
John Finnegan und seine Crew verdienen ihr Geld als Söldner und werden von einer Gruppe von Verbrechern für einen Versicherungsbetrug angeheuert. Sie fahren daher mit ihrem kleinen Schiff zu dem Kreuzfahrtschiff Argonautica, welches versenkt werden soll. Als sie an Bord des Schiffes kommen, bemerken sie allerdings sehr schnell, dass alles ganz anders ist als erwartet. Sie finden zahlreiche Blutspuren und die Passagiere und die Besatzung sind verschwunden. Nachdem sie die Trickdiebin Trillian St. James lebend vorgefunden haben, verschaffen sie sich Zutritt zum Safe, wo sie auf den Schiffseigner Simon Canton und den Kapitän Atherton treffen.
Nach und nach stellt sich heraus, dass die Passagiere und die Besatzungsmitglieder einem riesigen Tiefseemonster mit Fangarmen zum Opfer gefallen sind, welches sie lebendig verschlungen und ihre Körperflüssigkeiten ausgesaugt hat. Die Knochen werden wieder ausgespuckt. Nachdem die Gruppe immer weiter dezimiert wird und der Plan des Versicherungsbetruges daher scheitert, beschließen die restlichen Überlebenden mit Finnegans kleinem Schiff zu fliehen. Da dies allerdings nicht mehr steuerbar ist, wird es per Autopilot so eingestellt, dass es die Argonautica rammt und die mitgebrachten Torpedos das Kreuzfahrtschiff explodieren lassen. Schiffseigner Canton hatte vorher versucht, die anderen in die Irre zu führen und sich von der Gruppe getrennt, von dem Plan hat er daher nichts mitbekommen und versucht daher, mit dem kleinen Schiff zu fliehen. Durch die Explosion stirbt auch die Riesenkrake.
John und Trillian sind augenscheinlich die einzig Überlebenden. Sie können gerade noch auf einem Wassermotorrad fliehen und stranden auf einer einsamen Insel. Wenig später kommt auch Johns Schiffsmechaniker Joey aus dem Meer. In diesem Moment deuten Geräusche darauf hin, dass die Insel von einem Ungeheuer bewohnt ist.

## Kritiken
James Berardinelli spottete auf ReelViews, der Film zeige eine „Originalität“, als ob das Drehbuch von einem Computer geschrieben worden wäre. Er warf dem Film „idiotische Monotonie“ („idiotic monotony“) vor.
Das Lexikon des internationalen Films schrieb: „Konfektionierter Abenteuer-Thriller um die Bedrohung durch ein der Menschheit überlegenes Monster. Oberflächliche Spannung wird lediglich aus einer immer monotoneren Folge von Schock- und Ekeleffekten bezogen, wobei der Film nie innere Spannung und Suggestivkraft aufzubauen versteht.“

## Hintergrund
Der Film wurde in Vancouver gedreht. Seine Produktionskosten betrugen schätzungsweise 45 Millionen US-Dollar. Der Film spielte in den Kinos der USA ca. 11,2 Millionen US-Dollar ein.